# Ithomi
Ithomi (obyvatelé: Ἰθωμάτης Ithōmátēs nebo Ἰθωμαῖος Ithōmaĩos) je 780 metrů vysoká vápencová hora v krajině Messénie na řeckém poloostrově Peloponés. Ve starověkém Řecku se na ní nacházela stejnojmenná horská pevnost, která sloužila starověkému městu Messene jako akropole. Stejně jako mariánský klášter Voulkanos (řecky: Moni Voulkano Μονή Βουλκάνου), dříve také Vourkano, Vurkano nebo Voulkani, který byl později postaven na vrcholu, se tato hora nazývala i ve středověku. To možná ukazuje na byzantského vlastníka pozemků hory a jejího okolí.

## Etymologie
Strabon odvozuje Ithōmē od thōmos (θωμός), podle Strabona dříve také thōmē (θῶμη) „halda“, což muselo znamenat buď horu, nebo kamennou hromadu původní pevnosti.

## Geografie
Hora Ithomi se spolu s vedlejším vrcholem Eua (Εύα, starořecky. Eúa) vypíná západně od řeky Pamisos, která odděluje spodní, skutečnou Messénskou pláň na jihu, od nížiny Stenyklaros na severu. Týčí se nad Messénskou plání, je z dálky viditelná, a měla velký strategický význam pro spojení města Megalopoli s mořem.

## Mytologie

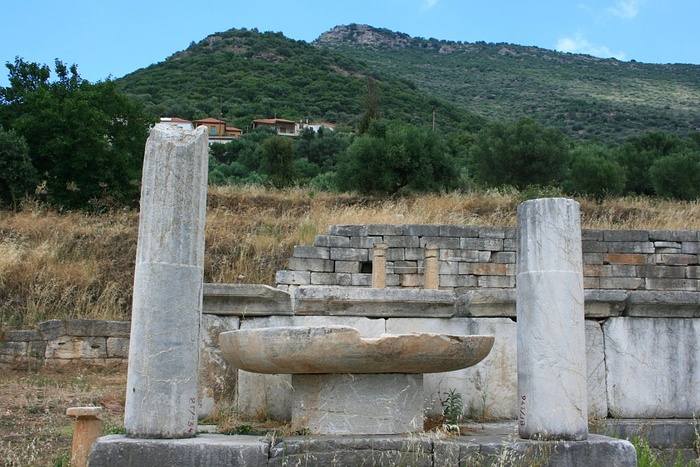
Pohled ze starověkého města Messene přes vesnici Mavromati, na vedlejší vrchol Eua a horu Ithome (Voulknou, Βουλκάνου) v pozadí

Na vrcholu hory měl svatyni bůh Zeus, také nazývanou Zeus Ithōmētas (Ἰθωμήτας), dórsky Ithōmatas (Ἰθωμάτας). Podle jedné messénské legendy se na této hoře u pramene Klepsydra narodil Zeus, kde ho koupaly nymfy Ithome a Neda a kde u nich vyrůstal. Na jeho počest se zde konávala slavnost Ithomaia. Na základech svatyně Dia byl v byzantských dobách postaven výše uvedený mariánský klášter.

## Historie

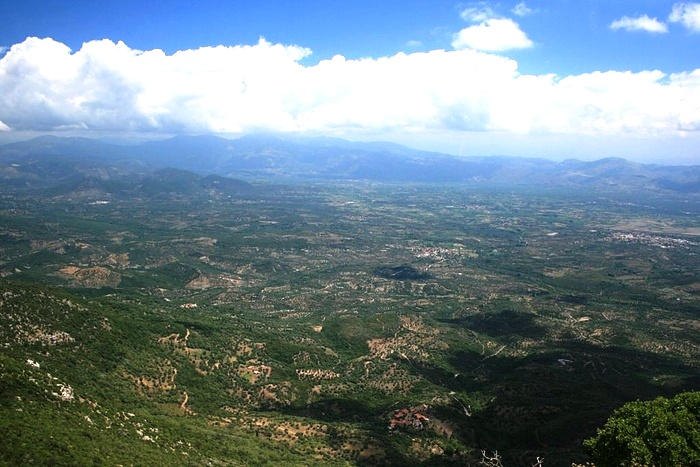
Messenská nížina z vrcholu

Vrchol byl opevněn hradbou a sloužil jako útočiště Messenců. Aristodemos je bránil před Sparťany v prohrané první messénské válce (743–724 před Kristem). Ve ztracené třetí messénské válce (464–455 před Kristem) byla pevnost na Ithōmē obléhána Sparťany po dobu deseti let. Po vítězství Thebanů nad Sparťany v letech 370/369 před Kristem bylo mezi Ithome a vedlejším vrcholem Eua založeno město Messene jako hlavní město osvobozené nové Messénie. Hora Ithome byla zahrnuta jako akropole do městského opevnění. Starověké město Messene je nyní jedním z největších archeologických nalezišť v Řecku.